# Rick Davies
Richard "Rick" Davies (nascido em 22 de julho de 1944, in Swindon, Wiltshire, Inglaterra) é um músico inglês, mais conhecido como co-fundador, vocalista e tecladista da banda de rock progressivo Supertramp. Davies é o único membro do Supertramp a fazer parte do grupo por toda a sua história, e compôs muitas de suas canções de sucesso, como "Goodbye Stranger", "Bloody Well Right", "My Kind of Lady", "Cannonball" e “Free As A Bird”. Seus traços marcantes são as composições com influências de blues e jazz e as letras ácidas e românticas.
A partir de “Indelibly Stamped” (1971), Davies passou a cantar em suas próprias composições no Supertramp, até a saída de Roger Hodgson em 1983. Quatro anos depois, dividiu os vocais com Mark Hart. A voz de Davies é mais distintamente masculina que a de Hodgson, e com isso era criado o belo contraste entre seu barítono ríspido e o timbre tenor de corista de seu colega de banda. No entanto, Davies ocasionalmente cantou em um falsete que imitava o de Hodgson, como em "Goodbye Stranger" e "My Kind of Lady". Davies também toca gaita, escaleta  e percussão no grupo.

## Início
Richard Davies nasceu em Swindon, Wiltshire, em 1944, filho de Betty e Richard Davies. Betty era cabeleireira e tinha um salão de beleza, e seu pai trabalhava na marinha mercante inglesa, tendo falecido em 1973. Rick estudou na “Sanford Street School” e, segundo sua a mãe: "A música era a única coisa em que ele era bom na escola".
Seus primeiros interesses musicais datam dos oito anos de idade, quando seus pais lhe deram um aparelho de som de segunda mão, com o qual vieram junto alguns discos do dono anterior. Entre eles estavam “Drummin’ Man”, de Gene Krupa, uma lenda da bateria. Nas próprias palavras de Davies, “Aquilo me atingiu como um raio. Devo ter ouvido umas 2.000 vezes. Foi isso”. Um amigo da família montou para Rick um kit de bateria a partir de latas de biscoitos e, com a idade de 12 anos, o menino entrou na banda “Brass and Silver Jubilee”, da Associação Britânica de Ferrovias, como percussionista.  Ele nunca fez aulas de teclado, mas, de acordo com Betty Davies, "aprendeu sozinho a maior parte do que sabe de música". Davies raramente tocou bateria novamente, porém, pode ser ouvido, no comando das baquetas, em algumas faixas do álbum de estreia do tecladista do “Ten Years After”, Chick Churchill, chamado “You & Me”. O guitarrista original do Supertramp, Richard Palmer-James, considera que Davies é "um dos melhores bateristas com quem já toquei”.
Em 1959, em meio à novidade do rock 'n' roll, o rapaz entrou em uma banda chamada “Vince and the Vigilantes”. Em 1962, quando estudava Arte na “Swindon College”, Davies formou sua própria banda, chamada “Rick’s Blues”, na qual tocava um piano elétrico Hohner. A banda incluía Gilbert O'Sullivan, que entrou como baterista. Em uma entrevista de março de 1972, já então um astro das paradas românticas, O'Sullivan disse que "Rick me ensinou a tocar bateria e piano. Na prática, ele me ensinou tudo sobre música". Quando seu pai ficou doente, Davies desfez a “Rick’s Blues”, deixou a faculdade, e aceitou um emprego como soldador em "Square D", em uma empresa de fabricação de produtos e sistemas de controle industrial, localizada em Cheney Manor Trading Estate, em Swindon. Quaisquer esperanças de uma carreira artística foram temporariamente deixadas de lado, pois precisava ajudar em casa. 
Em 1966, Davies se tornou organista no conjunto “The Lonely Ones” (mais conhecido por ser um dos primeiros conjuntos de Noel Redding, embora este já não estivesse mais quando Davies chegou). Mais tarde, Davies revelou que mentiu sobre suas habilidades para entrar no conjunto, porque não sabia tocar órgão na época. Em julho de 1967, o grupo mudou de nome para “The Joint” e conheceu pouco depois, na Alemanha, o milionário e músico amador holandês Stanley August Miesegaes, cujo apelido era "Sam", formado pelas iniciais de seu nome. Como Sam confiava no talento de Rick Davies, tornou-se patrocinador do "The Joint", e com isso o grupo gravou trilhas sonoras para alguns filmes alemães alternativos. Era 1968, e enquanto o "The Joint" estava em Munique e se desfazia, Sam insistiu para que Davies seguisse em frente e lhe garantiu patrocínio para reerguer sua carreira musical.

## Supertramp

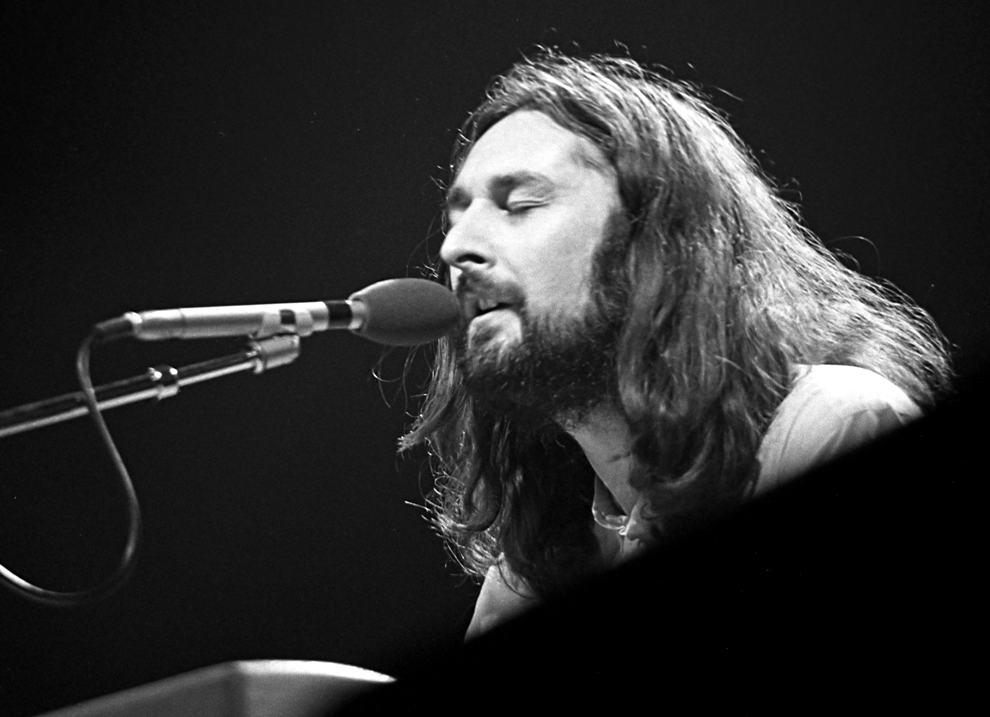
Rick Davies (1979).

Em 1969, Rick Davies estava na casa de Sam, na Suíça, e decidiu voltar para sua terra natal para recomeçar sua vida. Sam o acompanhou e, em Londres, Rick publicou um anúncio no jornal especializado “Melody Maker”, em agosto de 1969, em busca de músicos para formar um novo conjunto. Roger Hodgson respondeu ao anúncio e passou no teste e, apesar das diferenças – a origem pobre de Davies e a origem rica de Hodgson – estabeleceu-se entre eles uma ligação instantânea e ambos começaram a escrever praticamente todas as suas músicas em parceria. A banda foi batizada como “Daddy”, mas renomeada como "Supertramp", em janeiro de 1970.
Supertramp se tornou um dos primeiros grupos a assinar contrato com a gravadora iniciante A&M Records, e em meados de 1970 gravou seu primeiro álbum, chamado simplesmente de “Supertramp”. Hodgson cantou a maior parte das músicas do primeiro trabalho, mas no segundo álbum, “Indelibly Stamped”, de 1971, o responsável pelos vocais principais foi Davies. De 1974 a 1983, ambos dividiram igualmente os vocais, assim como o uso do piano elétrico Wurlitzer, que se tornou marca registrada de seu som. 
Depois de cinco anos, com Davies e Hodgson como os pilares de um grupo em constante mudança, Supertramp encontrou os integrantes de sua formação clássica e gravou "Crime of the Century", que finalmente trouxe-lhe sucesso comercial e de crítica quando foi lançado, em 1974. O álbum chegou a número quatro na parada de álbuns do Reino Unido. Apesar de seus singles fazerem sucesso apenas moderado, seus álbuns se saíram muito bem nas vendagens. Conforme se tornaram mais fortes como compositores, ambos passaram a compor individualmente, embora dividissem os créditos oficialmente como Davies/Hodgson.
Por volta de 1977, todos os integrantes do Supertramp se mudaram para os Estados Unidos, e foi lá que gravaram seu álbum mais vendido,"Breakfast in America". Com mais hits do que os seus primeiros cinco álbuns somados, alcançou a terceira posição nas rádios do Reino Unido e o topo das paradas nos Estados Unidos. A vendagem do álbum já ultrapassou as 20 milhões de cópias desde o seu lançamento, em 29 de março de 1979.
Em 1983, Hodgson deixou a banda. A parceria de Davies com ele se deteriorou ao longo dos anos, chegando quase à indiferença, e o último sucesso do grupo antes de sua partida, "My Kind of Lady", contou com pouco envolvimento de Hodgson, tanto como compositor quanto como músico. A canção foi uma vitrine para a capacidade vocal de Davies, com ele cantando todas as partes, incluindo os falsetes. 
Com Davies a partir de então firmemente no comando, o Supertramp perdeu força comercial, e voltou-se mais intensamente à fusão de jazz e blues com o rock. A banda continuou a fazer turnês e a gravar por mais cinco anos, então contando com Mark Hart como segundo vocalista. Antes do Supertramp se separar, após o lançamento do álbum ao vivo "Live '88", houve um entendimento entre seus membros de que a banda tinha cumprido sua missão.
Em 1997, durante os preparativos para o que seria seu primeiro álbum-solo, Davies decidiu voltar com os músicos do Supertramp. Eles prontamente voltaram a gravar e a sair em turnê, mas sem o baixista da formação clássica, Dougie Thomson, que foi substituído por Cliff Hugo. O Supertramp produziu mais dois álbuns de estúdio antes de se desmembrar de novo. A banda se reuniu em 2010 pelos seus 40 anos de fundação na “70-10 Tour”, sem Roger Hodgson e sem Dougie Thomson, e faria o mesmo, ao que tudo indica, em novembro e dezembro de 2015 em nova turnê europeia em comemoração aos 40 anos de lançamento de seu consagrado disco "Crime of the Century", com formação de 10 músicos. A turnê, batizada de "Supertramp Forever", teve todas as suas datas canceladas em 04 de agosto deste ano devido ao tratamento de saúde sob qual está Rick Davies. A turnê teria sua última data em Amsterdã, capital da Holanda, país natal do patrocinador Stanley August Misegaes (Sam), que foi o grande incentivador dos membros do Supertramp no começo difícil que tiveram.

## Vida Pessoal
Rick se casou com Suzanne (que é empresária do Supertramp desde 1984), em 1977, e teve como padrinho o famoso cantor romântico Gilbert O’Sullivan, parceiro de Davies no grupo “Rick’s Blues”. 
A mãe dele, Betty Davies, faleceu no final de 2008, em uma casa de repouso em Stratton St. Margaret, em Swindon. Davies passava todos os Natais com ela, na Inglaterra. Sua última ida à sua cidade de nascimento ocorreu em janeiro de 2009, para organizar uma festa de homenagem à sua mãe.
Davies atualmente é dono da “Rick Davies Productions”, que detém os direitos autorais de todos os lançamentos oficiais do Supertramp.
Rick anunciou no site oficial do Supertramp que foi diagnosticado com mieloma múltiplo, uma variedade de leucemia que causa, entre outros sintomas, o enfraquecimento dos ossos e insuficiência renal, problema que o levou a cancelar a turnê de 2015 do Supertramp. "Eu estava muito ansioso pelo retorno aos palcos com a banda nesta turnê europeia e lamento decepcionar todos os que ajudaram a lançar este projeto. Infelizmente, preciso neste momento concentrar todas as energias em recuperar minha saúde”, disse Davies no comunicado oficial.